# Mickaël Roche
Mickaël Roche (* 24. Dezember 1982 in Papeete) ist ein tahitischer Fußballtorhüter.

## Karriere

### Verein
Mickael Roche begann seine Karriere in Tahiti bei AS Jeunes Tahitiens. Am 1. Juli 2000 wechselte er zur zweiten Mannschaft der AS Monaco nach Frankreich. In den folgenden Jahren spielte er in unterklassigen französischen Mannschaften, worauf er am 1. Juli 2006 wieder zu seinem Jugendverein AS Jeunes Tahitiens wechselte. Dort spielte er weitere zwei Jahre und danach wechselte er zum Ligakonkurrenten AS Dragon. Mit AS Dragon gewann er in der Saison 2011/12 und 2012/13 die tahitianische Meisterschaft und 2013 den Pokal. Von 2014 bis 2018 spielte Roche für AS Tefana. Seit 2018 ist er bei AS Central Sport aktiv.

### Nationalmannschaft
Sein Debüt für die Nationalmannschaft Tahitis gab Mickaël Roche am 27. August 2011 im Alter von 28 Jahren. Seitdem bestritt er zwölf offizielle Länderspiele, darunter das Spiel gegen Spanien beim Confed-Cup 2013, bei dem er trotz einer 0:10-Niederlage einen Elfmeter gegen Fernando Torres parieren konnte.